# NGC 1131
NGC 1131 é uma galáxia elíptica (E) localizada na direcção da constelação de Perseus. Possui uma declinação de +41° 33' 33" e uma ascensão recta de 2 horas, 54 minutos e 34,0 segundos.
A galáxia NGC 1131 foi descoberta em 8 de Dezembro de 1855 por William Parsons.